# A Temporary Dive
A Temporary Dive är Ane Bruns andra studioalbum, utgivet 2005.

## Låtlista[1]
1. "To Let Myself Go"
2. "Rubber & Soul"
3. "Balloon Ranger"
4. "My Lover Will Go"
5. "A Temporary Dive"
6. "Laid in Earth"
7. "This Voice"
8. "Where Friend Rhymes with End"
9. "Song No. 6" (featuring Ron Sexsmith)
10. "The Fight Song"
11. "Half Open Door"